# Micrathyria
Micrathyria är ett släkte av trollsländor. Micrathyria ingår i familjen segeltrollsländor.

## Bildgalleri

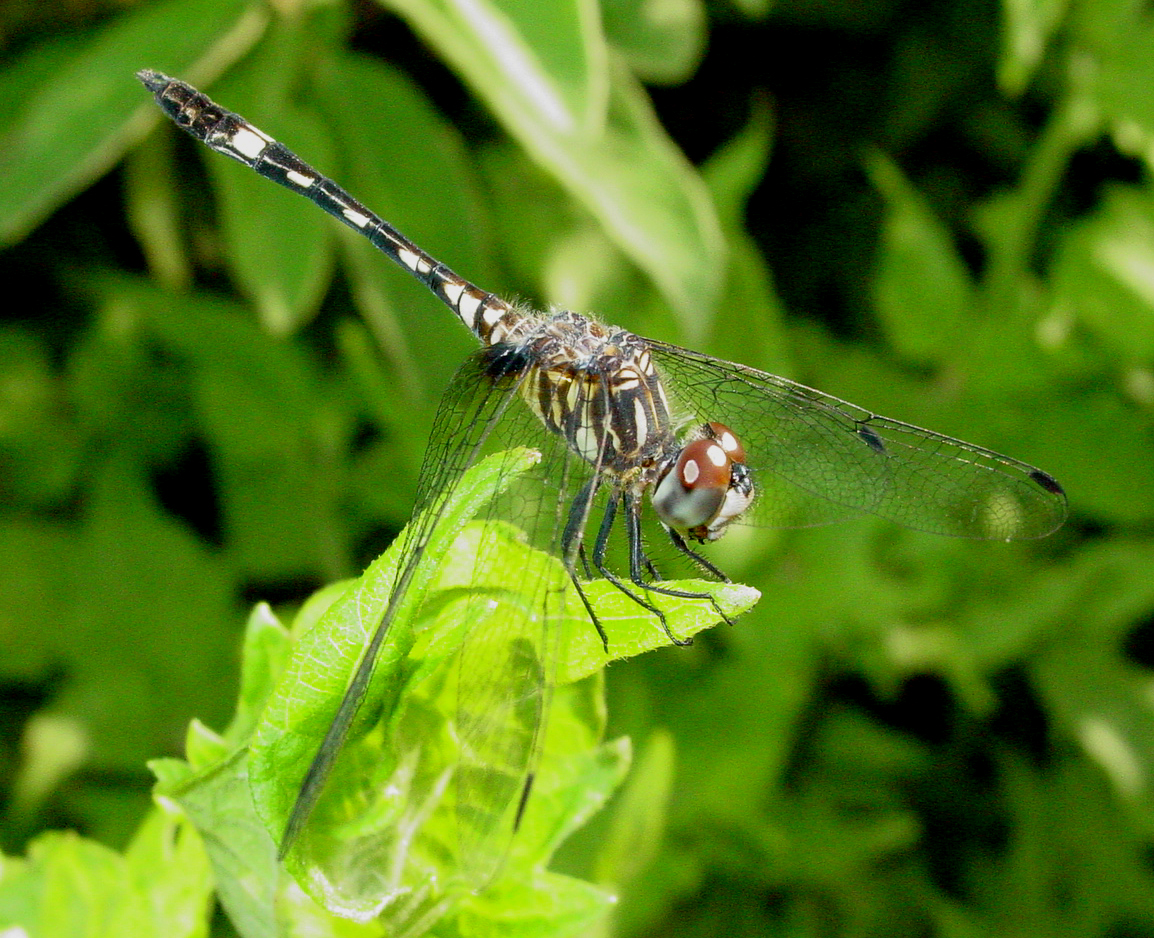

## Dottertaxa tillMicrathyria, i alfabetisk ordning[1]
- Micrathyria aequalis
- Micrathyria almeidai
- Micrathyria artemis
- Micrathyria athenais
- Micrathyria atra
- Micrathyria borgmeieri
- Micrathyria caerulistyla
- Micrathyria cambridgei
- Micrathyria catenata
- Micrathyria coropinae
- Micrathyria debilis
- Micrathyria dictynna
- Micrathyria dido
- Micrathyria didyma
- Micrathyria dissocians
- Micrathyria divergens
- Micrathyria dunklei
- Micrathyria duplicata
- Micrathyria dythemoides
- Micrathyria eximia
- Micrathyria hagenii
- Micrathyria hesperis
- Micrathyria hippolyte
- Micrathyria hypodidyma
- Micrathyria iheringi
- Micrathyria kleerekoperi
- Micrathyria laevigata
- Micrathyria longifasciata
- Micrathyria mengeri
- Micrathyria occipita
- Micrathyria ocellata
- Micrathyria paruensis
- Micrathyria pirassunungae
- Micrathyria pseudeximia
- Micrathyria pseudhypodidyma
- Micrathyria ringueleti
- Micrathyria romani
- Micrathyria schumanni
- Micrathyria spinifera
- Micrathyria spuria
- Micrathyria stawiarskii
- Micrathyria surinamensis
- Micrathyria sympriona
- Micrathyria tibialis
- Micrathyria ungulata
- Micrathyria venezuelae